# Siège d'Agdoz
 (octobre 2024).
Si vous disposez d'ouvrages ou d'articles de référence ou si vous connaissez des sites web de qualité traitant du thème abordé ici, merci de compléter l'article en donnant les références utiles à sa vérifiabilité et en les liant à la section « Notes et références ».
Guerre du Rif
Batailles
Le siège d'Agdoz (1923) est une tentative marocaine avortée de s'emparer de la position (alors espagnole) d'Agdoz, située entre Dar Akoba et Talamb, et chargée de protéger les communications entre Tétouan et Chefchaouen.

## Déroulement
Le 19 août 1923, une harka de Ghomaras et Rifains attaque la position d'Agdoz, située entre Dar Akoba et Talamb. Le but étant de couper les communications entre Tétouan et Chefchaouen, afin d'isoler au maximum cette dernière. En apprenant les évènements, le commandant du poste de Dar Akoba envoie le 3e tabor de regulares de Tétouan afin de soutenir les légionnaires assiégés. Les Regulares parviennent à entrer dans la position d'Agdoz.
La défense du poste devenant de plus en plus intenable, la garnison tente une sortie mais subit de lourdes pertes. L'arrivée de nouveaux renforts à savoir le 3e tabor de regulares de Ceuta, deux compagnies du régiment de Ceuta et des escadrilles de bombardement permettent de briser le siège, poussant les Marocains à se disperser dans les montagnes environnantes. Les pertes espagnoles s'élèvent à 200 morts.

## Sources

### Sources bibliographiques
1. 1 2 3  L'Afrique française 1923, p. 492

#### Francophone
- Comité de l'Afrique française et Comité du Maroc, L'Afrique française : bulletin mensuel du Comité de l'Afrique française et du Comité du Maroc, Paris, 1923 (lire en ligne)